# Воронежский государственный технический университет
Воронежский государственный технический университет (ВГТУ) — высшее учебное заведение Воронежа и всего Центрально-Чернозёмного региона России. С 2016 года — региональный опорный университет Воронежской области.

## История

### История ВГАСУ
В 1930 году по инициативе партийных и советских органов Воронежской области был издан приказ Стройобъединения ВСНХ РСФСР об открытии в городе Воронеже строительного института на базе Индустриального техникума, имевшего в своем составе теплотехническое и строительно-дорожное отделения. Одновременно были организованы курсы для подготовки рабочей молодежи к вступительным экзаменам в институт.
Исполняющим обязанности директора института был назначен Н. Я. Фролов, которого вскоре в связи с болезнью сменил тридцатипятилетний студент четвертого курса В. Н. Подпоринов.
К 1935 году было построено два общежития: для студентов — на 1000 человек и для преподавателей — на 50 человек.
В октябре 2002 года ректором ВГАСУ был избран доктор технических наук, профессор И. С. Суровцев.
В 2004 г. в Женеве (Швейцария) ВГАСУ был награжден международным призом за качество.
С 2005 г. ВГАСУ реализует образовательные программы по 29 специальностям.

### История ВГТУ
В ноябре 1955 года Воронежский обком КПСС, возглавляемый Н .Г. Игнатовым, направил в Правительство мотивированное ходатайство об открытии в Воронеже вечернего машиностроительного института.

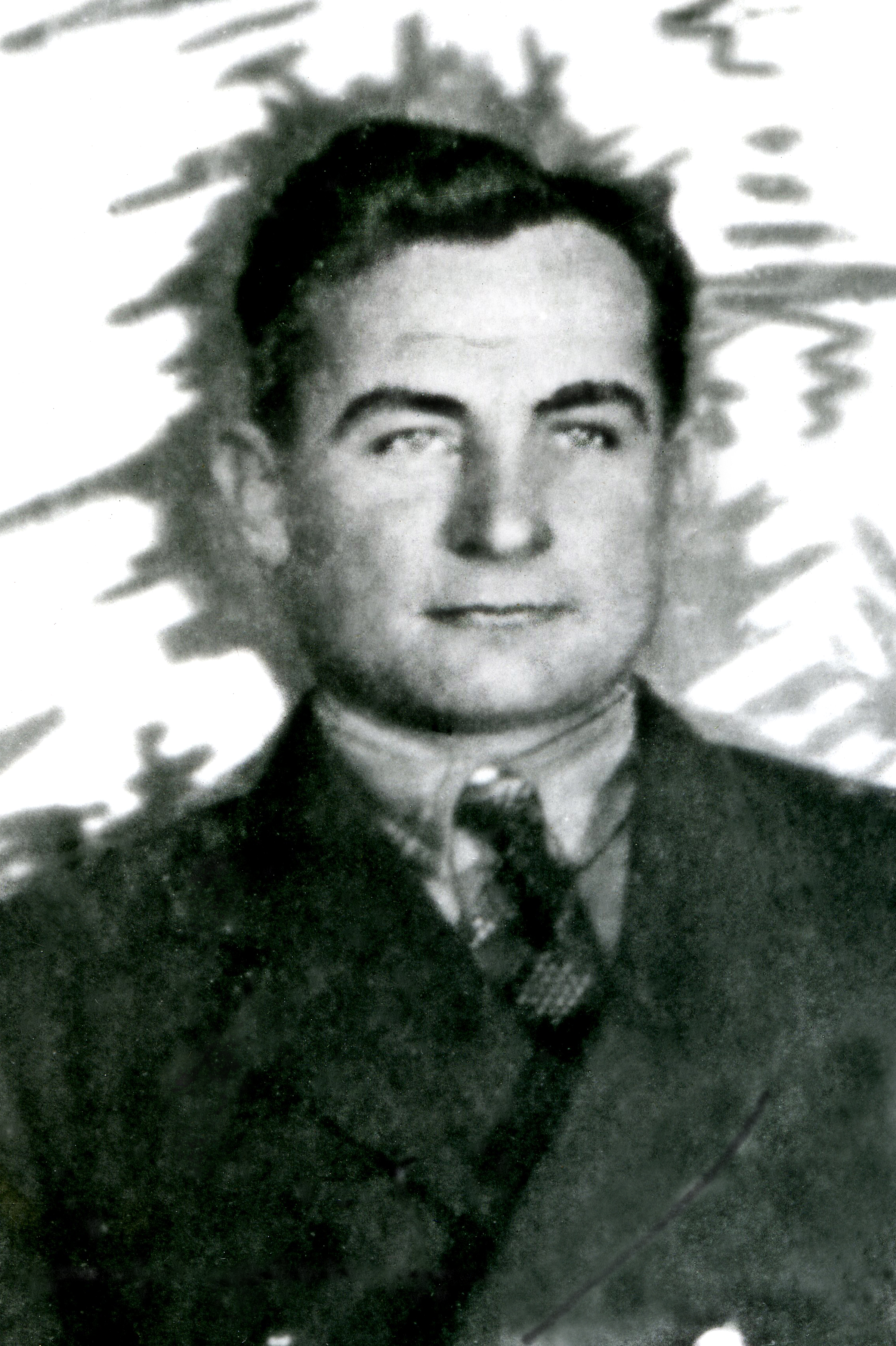
Подпоринов В. Н., ректор 1931—1933 гг.

В августе 1956 года Совет министров СССР издал распоряжение, а Минвуз СССР — приказ об открытии в Воронеже Вечернего машиностроительного института (ВВМИ).
В 1958 году ВВМИ был преобразован в Воронежский вечерний политехнический институт (ВВПИ), который в 1962 году стал именоваться Воронежским политехническим институтом (ВПИ), с дневной, вечерней и заочной формами обучения. В 1993 году ВПИ был переименован в Воронежский государственный технический университет (ВГТУ).
Краткая хронология
- 28 августа 1956 года: основан как Воронежский вечерний машиностроительный институт[4];
- 17 июля 1958 года: реорганизован в Воронежский вечерний политехнический институт;
- 19 июня 1962 года: реорганизован в Воронежский политехнический институт (ВПИ);
- 22 сентября 1993 года: переименован в Воронежский государственный технический университет (ВГТУ)[5].
- 17 марта 2016 года: в соответствии с приказом Минобрнауки РФ № 224 ВГТУ и Воронежский государственный архитектурно-строительный университет реорганизовываются в региональный опорный университет Воронежской области (путём присоединения ВГТУ к ВГАСУ).

## Ректоры
- Проскурин Дмитрий Константинович (с 2022 г.)
- Колодяжный Сергей Александрович (c 2016 г. по 2020 г.)[6]
- Петренко Владимир Романович (c 2006 г. по 2016 г.)
- Фролов Вадим Николаевич (c 1983 г. по 2006 г.)
- Шаршаков Иван Михайлович (с 1977 г. по 1983 г.)
- Валентин Семенович Постников (с 1962 г. по 1977 г.)
- П. Н. Житков, ректор ВВПИ (с 1958 г. по 1962 г.)
- Александр Васильевич Чубров, директор ВВМИ (с 1956 г. по 1958 г.)

## Факультеты
- Дорожно-транспортный факультет
- Строительный факультет
- Факультет архитектуры и градостроительства
- Факультет инженерных систем и сооружений
- Факультет информационных технологий и компьютерной безопасности
- Факультет машиностроения и аэрокосмической техники
- Факультет радиотехники и электроники
- Факультет экономики, менеджмента и инновационных технологий
- Факультет энергетики и систем управления
- Военный учебный центр при ВГТУ
- Институт международного образования
- Строительно-политехнический колледж
- Подготовка научно-педагогических кадров в аспирантуре

## Дополнительное образование
- Центр дополнительного профессионального образования